# Милованович, Виллиам
Виллиам Милованович (швед. William Milovanovic; род. 6 мая 2002, Гётеборг) — шведский футболист, полузащитник клуба «Хеккен», выступающий на правах аренды за «Норрбю»

## Клубная карьера
Начинал заниматься футболом в клубах «Варта» и «Эриксберг». В 12-летнем возрасте перешёл в структуру «Хеккена», где начал выступал за детские и юношеские команды. 19 ноября 2020 года подписал с клубом первый профессиональный контракт. Первую игру в составе клуба провёл 27 февраля 2021 года в рамках группового этапа кубка Швеции против «Гаутиода», когда вышел за пять минут до конца встречи вместо Бени Траоре. 12 мая дебютировал в чемпионате Швеции матчем с «Эребру», заменив Расмуса Линдгрена. В розыгрыше кубка Швеции «Хеккен» дошёл до финала. В решающей игре с «Хаммарбю», состоявшейся 30 мая, Милованович участия не принимал. Основное и дополнительное время встречи завершилось нулевой ничьей, а в серии послематчевых пенальти точнее оказался соперник.
2 августа 2021 года отправился в аренду до конца сезона в «Норрбю», выступающий в Суперэттане.

## Карьера в сборной
Выступал за юношескую сборную Швеции. В её составе дебютировал 4 сентября 2018 года в товарищеском матче со сборной Словакии, появившись на поле в середине второго тайма вместо Денниса Колландера.

## Достижения
Хеккен:
- Финалист кубка Швеции: 2020/21

## Клубная статистика
| Выступление      | Выступление      | Выступление      | Лига | Лига | Кубки | Кубки | Конт. кубки | Конт. кубки | Итого | Итого |
| Клуб             | Лига             | Сезон            | Игры | Голы | Игры  | Голы  | Игры        | Голы        | Игры  | Голы  |
| ---------------- | ---------------- | ---------------- | ---- | ---- | ----- | ----- | ----------- | ----------- | ----- | ----- |
| Хеккен           | Аллсвенскан      | 2021             | 2    | 0    | 4     | 0     | 2           | 0           | 8     | 0     |
| Хеккен           | Итого            | Итого            | 2    | 0    | 4     | 0     | 2           | 0           | 8     | 0     |
| → Норрбю         | Суперэттан       | 2021             | 0    | 0    | 0     | 0     | 0           | 0           | 0     | 0     |
| → Норрбю         | Итого            | Итого            | 0    | 0    | 0     | 0     | 0           | 0           | 0     | 0     |
| Всего за карьеру | Всего за карьеру | Всего за карьеру | 2    | 0    | 4     | 0     | 2           | 0           | 8     | 0     |